# シャルル・ド・スチューベン
シャルル・ド・スチューベン、ドイツ語名、カール・フォン・シュトイベン（Charles de Steuben、Carl von Steuben 、1788年4月18日 - 1856年11月21日）はドイツ生まれで、フランスやロシアで働いた画家である。歴史画や肖像画を描いた。「ロマン主義」の画家の一人とされる。

## 略歴
テューリンゲンのバウアーバッハ (Bauerbach)で、ヴュルテンベルク公国の軍人の息子に生まれた。12歳の時、父親がロシア軍の将校になったため父親とサンクトペテルブルクに移り、サンクトペテルブルクの美術アカデミーで学んだ。父親とロシア宮廷の関係から、ザクセン＝ヴァイマル＝アイゼナハ大公カール・フリードリヒと1804年に結婚するロシア大公女マリア・パヴロヴナの随員として1802年にヴァイマルへ移った。この経歴は将来の軍人、宮廷の役人として高い地位を約束するものであったが、家族の知り合いの詩人、フリードリヒ・フォン・シラーが画家としての才能を認め、その勧めにしたがって、画家の道に進んだ。1803年にシラーの紹介状をもってパリの画家、フランソワ・ジェラールを訪れ、ジェラールの弟子になった。
2年間、ジェラールのもとで学んだ後、1805年2月にエコール・デ・ボザールに入学し、ジャック＝ルイ・ダヴィッド、ピエール＝ポール・プリュードン、ロベール・ルフェーブルといった有名な画家に学んだ。
1812年のサロン・ド・パリにピョートル大帝をテーマにした歴史画を出展して、高い評価を得、ナポレオン1世に買い上げられた。フランス復古王政の後もスチューベンの作品はルイ18世の命令で、タペストリーにされてロシア皇帝、アレクサンドル1世への贈り物にされた。
1820年に結婚し、1823年にフランス国籍を得た。収入を補うためにエコール・ポリテクニークの美術の教師もした、1843年にロシアに移り、ロシアの教会の装飾画の仕事などをして、11年間ロシアで働いた。1854年に脳卒中を起こし、フランスに帰国し、治療を受けたが2年後、パリで死去した。
息子のAlexandre Joseph Steuben(1814-1862)も画家になった。

## 作品

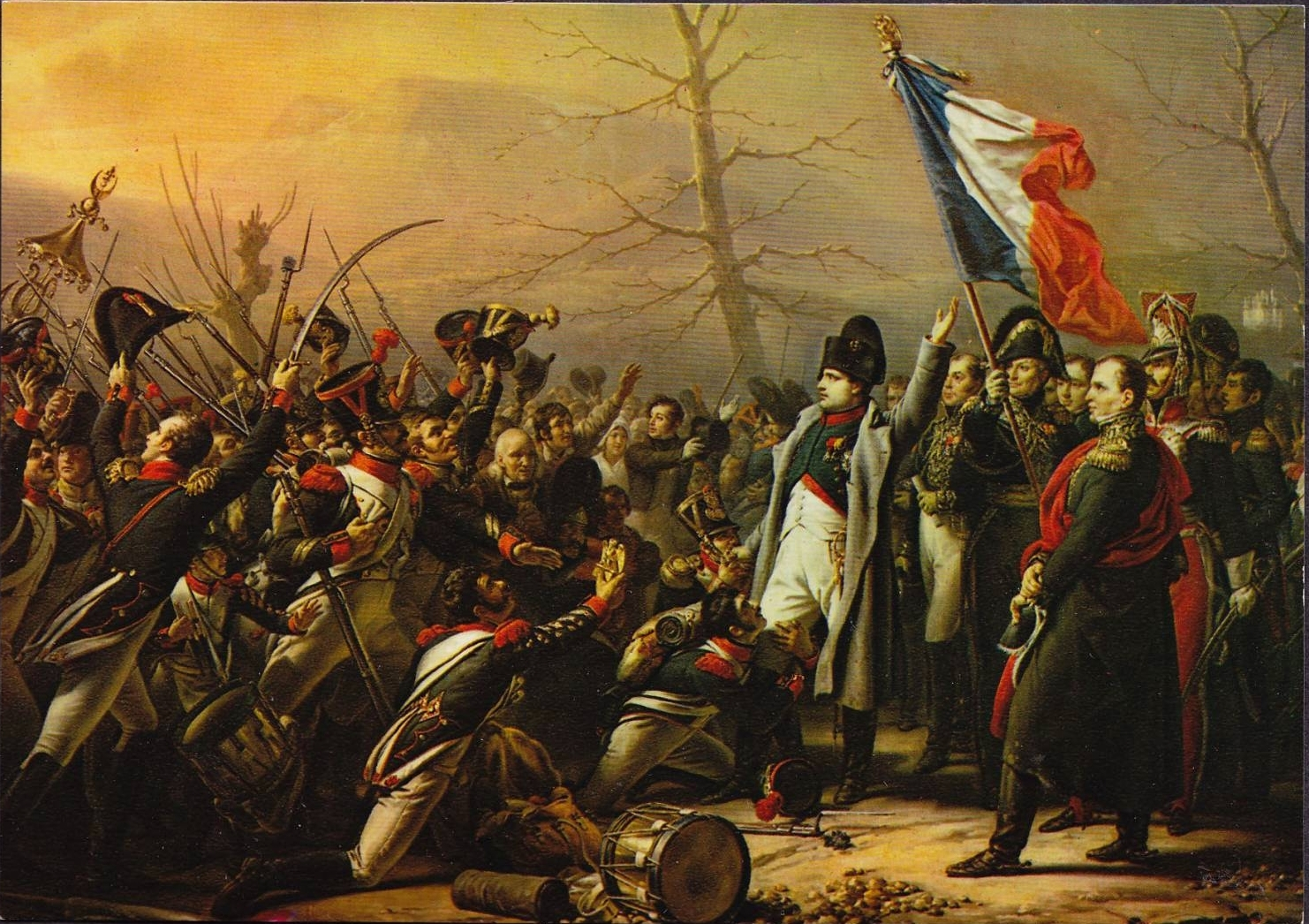
ナポレオンの帰還 (1818)
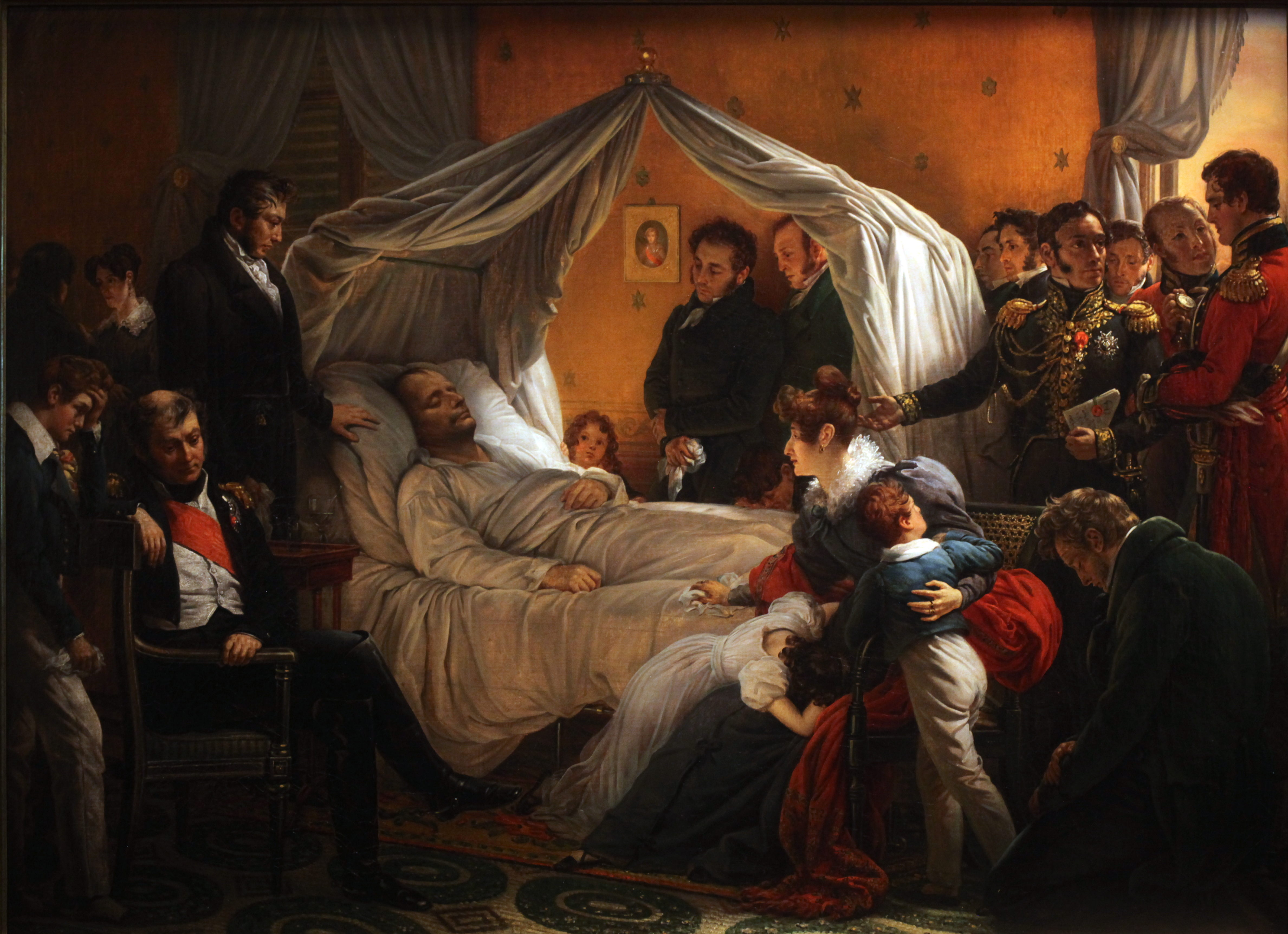
「ナポレオンの死」 (1829)
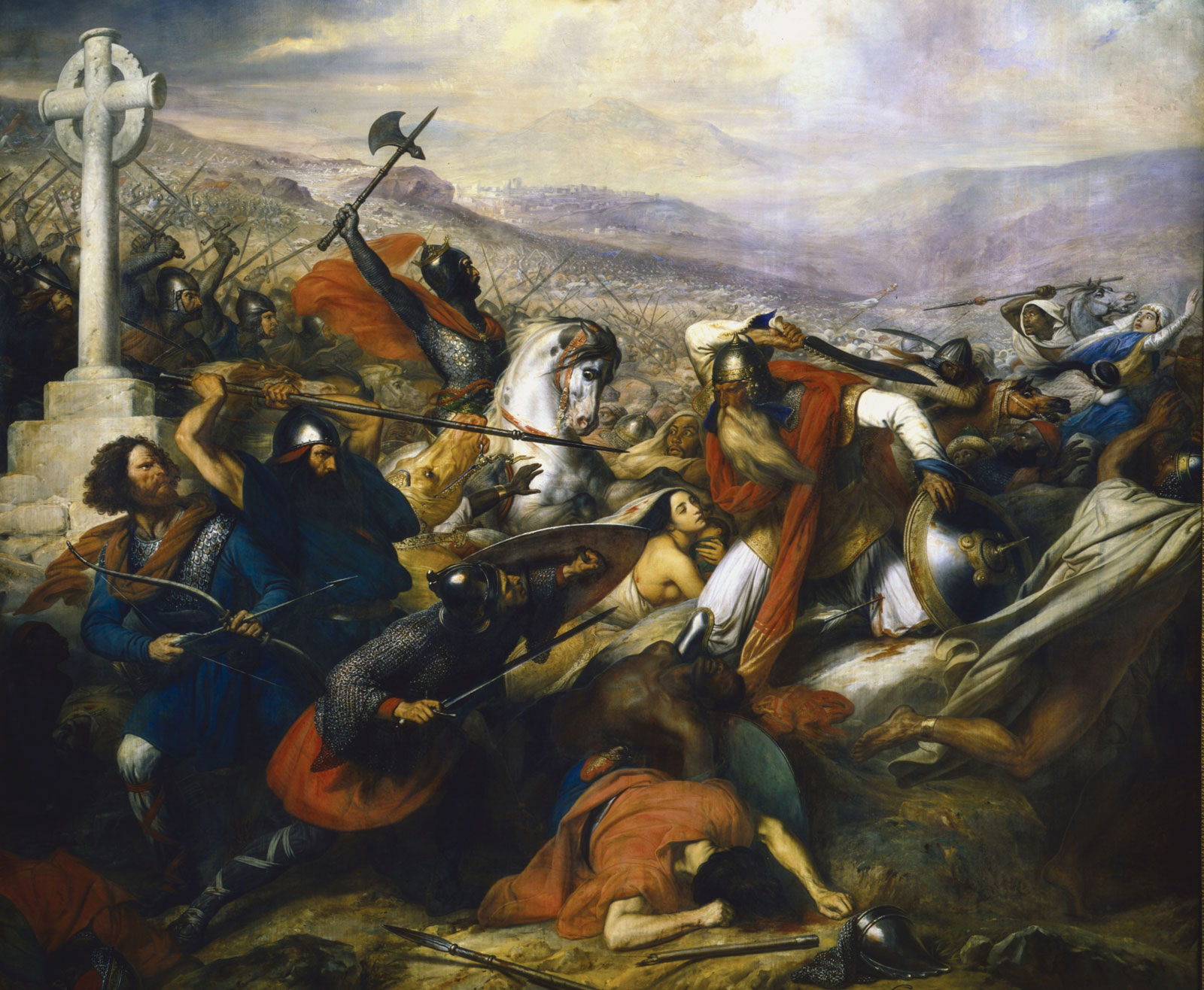
ポワティエの戦いのカール・マルテル (1837)

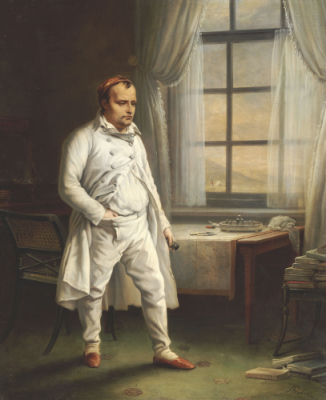
セントヘレナのナポレオン(1827)
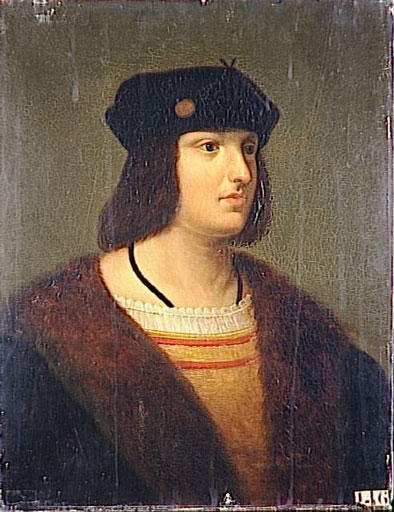
ヌムール公ルイ・ダルマニャック(1835)
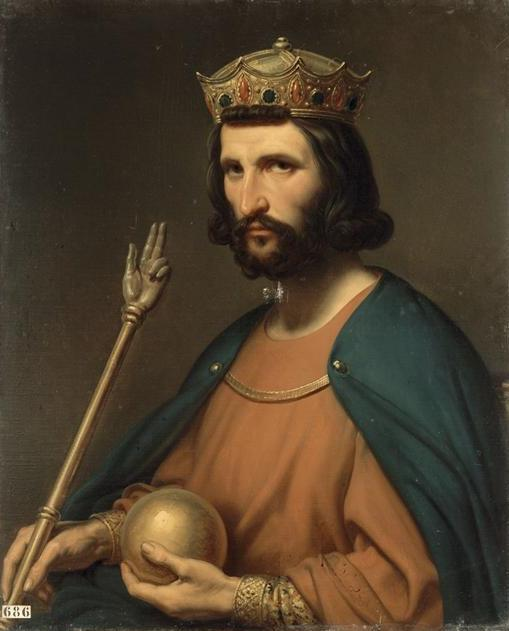
ユーグ・カペー(フランス王) (1837)
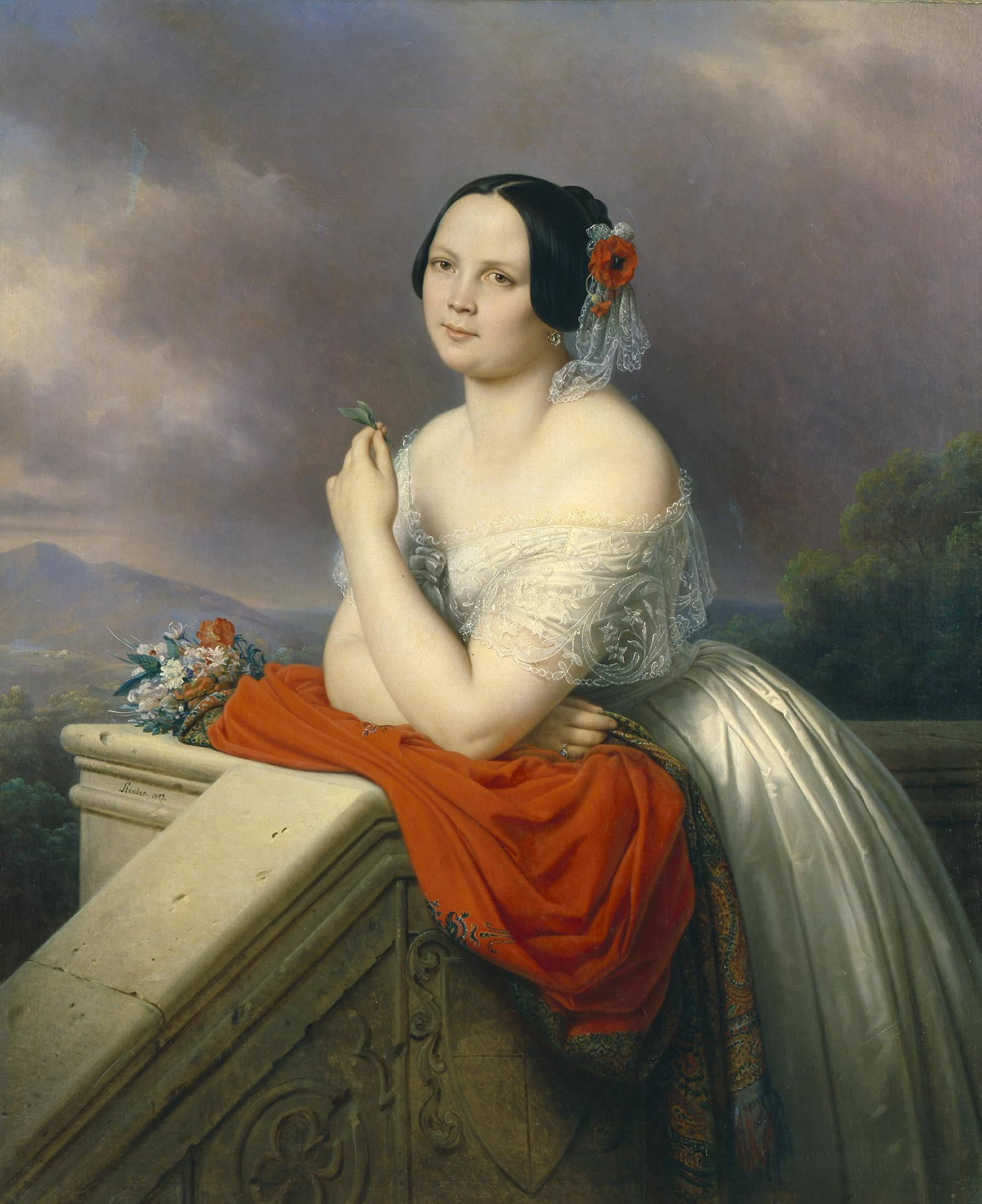
女性像 (1843)